# مظفرپور
مظفرپور
شهر مظفرپور (به انگلیسی: Muzaffarpur) با جمعیت ۳۶۱٫۲۵۸ نفر در ایالت بیهار در کشور هند واقع شده‌است.